# Iapigi
Gli Iapigi o Japigi (in latino Iāpygēs) furono un'antica popolazione indoeuropea di probabile provenienza illirica. Si stanziarono nel primo millennio a.C. in un territorio che, a grandi linee, corrisponde a quello dell'attuale regione Puglia ove, con ogni verosimiglianza, si mescolarono alle popolazioni italiche e greche. Gli Iapigi erano suddivisi in Dauni (nord), Peuceti (centro) e Messapi (sud). Presso questi popoli si diffusero la cultura e lingua osca e come conseguenza essi presero il nome di Apuli (oscizzazione di Iapigi). L'Apulia propriamente detta escludeva l'antica Messapia, abitata da Sallentini e Calabri. Da tali evoluzioni è derivato il nome della seconda regione dell'Italia romana, Apulia et Calabria.

## Origini
Parlavano un idioma illirico (una lingua indoeuropea), come dimostrerebbe l'uso di forme del genitivo aihi e ihi, che trovano corrispondenza in forme del genitivo in sanscrito.
Erano un popolo di pastori e agricoltori, oltre che ottimi allevatori di cavalli. Il nome di Iapigi fu dato loro dagli autori greci, che mettevano in relazione l'origine di questo popolo con il figlio di Dedalo, Iapige. Quando gli Iapigi attraversarono il mar Adriatico partendo dall’attuale Croazia sbarcarono in Puglia e si amalgamarono con la popolazione indigena dando origine ai due gruppi che i Greci chiamarono Dauni e Peucezi: rispettivamente i Dauni nella parte settentrionale della Puglia, cioè la Daunia, e i Peucezi nella Terra di Bari. La penisola salentina era invece abitata dai Messapi. Successivamente la zona abitata dai Dauni e dai Peucezi venne chiamata Apulia dagli storiografi romani e Apuli quei due popoli. La zona dei Messapi venne denominata Calabria dal nome di una delle due tribù principali, i Calabri, che risiedevano nella porzione settentrionale e adriatica della penisola (mentre l'altra tribù messapica dei Sallentini era stanziata sul versante ionico e meridionale). 
Tra l'ottavo e il quarto secolo a.C. gli Iapigi conobbero il massimo del loro splendore come dimostra la ceramica dei Messapi (vasi chiamati trozzelle) e/o il caratteristico culto dei morti dei Dauni (le caratteristiche stele daunie).
Nel periodo compreso fra l'ottavo e il sesto secolo a.C., all'epoca della colonizzazione greca del mar Mediterraneo, gli Iapigi opposero una tenace resistenza ai coloni ellenici. Famosa (e risonante in tutto il mondo greco dell'epoca) resta la vittoria degli Iapigi-Messapi sui Tarantini e sui Reggini nel 473 a.C. ricordata da Erodoto. In seguito, però, lo sviluppo inarrestabile di Taranto (con l'alleanza di Dauni e Peucezi) portò alla sconfitta dei Messapi.
In generale i Dauni, territorialmente lontani da Taranto, restarono sempre distanti dall'influenza greca e, oltre a subire un più marcato influsso osco, si orientarono (anche commercialmente) verso i Liburni, anch'essi di provenienza illirica, stanziati lungo l'Adriatico (nel Piceno) fino alla Dalmazia e tradizionalmente ostili al mondo greco.
Invece per i Peucezi e, soprattutto, i Messapi la vicinanza di Taranto e altre città della Magna Grecia portarono a subire influenze e pressioni, oltre che politiche anche culturali ed etniche, pur restando formalmente indipendenti  fino all'arrivo dei Romani.

## Altro
Aulo Gellio, scrittore e giurista romano, attesta di un vento Iapigio, noto con tale nome anche tra i romani.